# Coop Norden
Coop Norden AB var ett svenskt aktiebolag som ägdes av konsumentkooperationer i Sverige, Norge och Danmark; svenska KF:s ägarandel var 42 procent, danska FDB:s 38 procent och norska Coop NKL:s 20 procent.
Coop Norden ägde de tre dotterbolagen Coop Dagligvaruhandel, Coop Danmark och Coop Norge som ansvarade för driften av verksamheten i respektive länder. Sammanlagt hade de 1 082 butiker.
Coop Norden avvecklades under 2007 och 2008 och butikskedjorna återfördes till de nationella kooperativa organisationerna. Många av Coop Nordens egna varumärken blev också nationella eller avvecklades. Kvar av det nordiska samarbetet finns det gemensamma inköpsbolaget Coop Trading A/S, i vilket den finländska S-gruppen också är delägare. KF avyttrade sin andel i Coop Trading år 2012.

## Historia

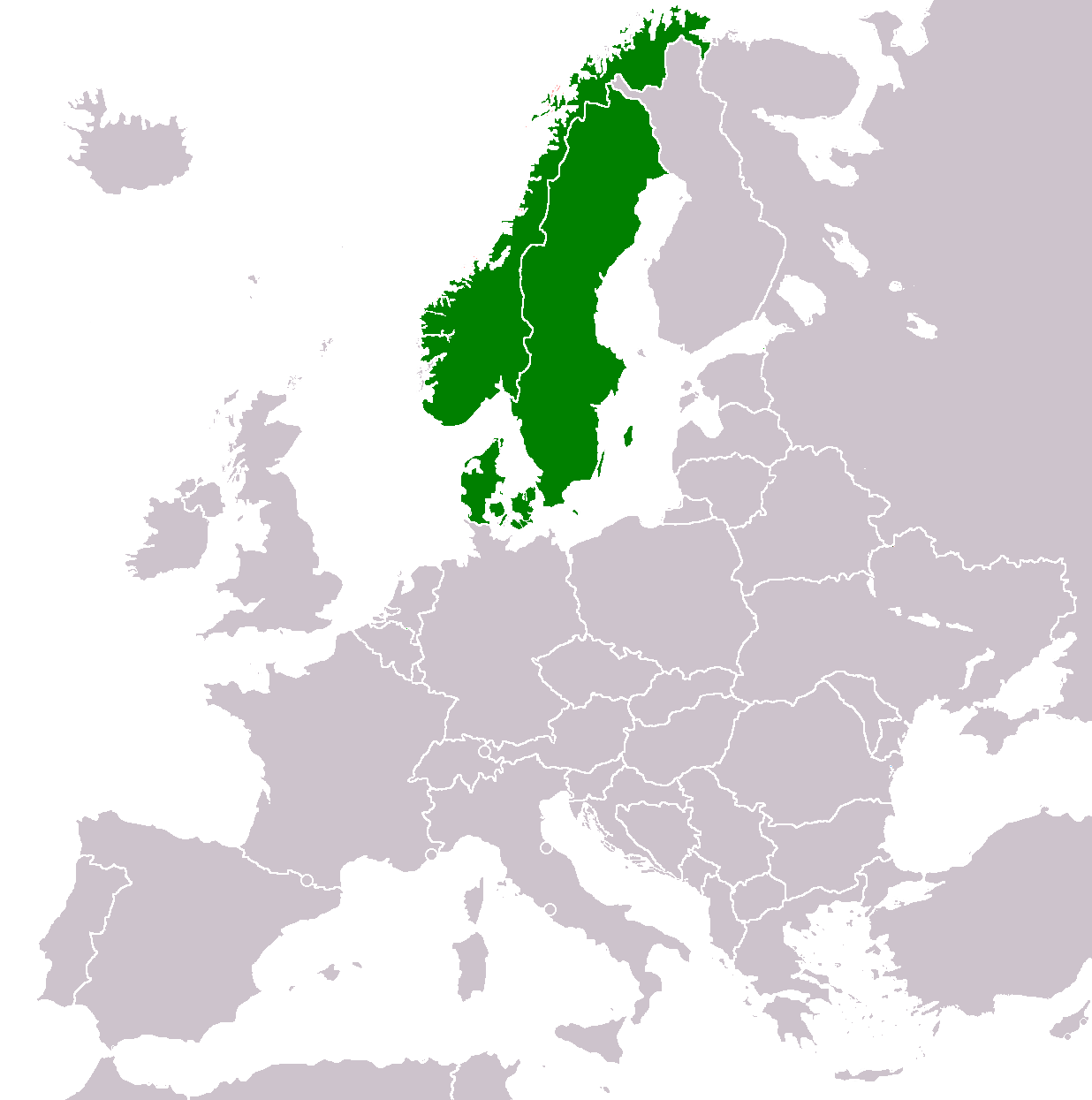
Coop Norden

Coop Norden AB grundades 1 januari 2002 och huvudkontoret fanns från början i Göteborg, men flyttades till Stockholm 2003. Man beskrev marknadsläget och motiveringen av sammanslagningen så här: ”Växande internationalisering och nya starka lågprisaktörer som ökar priskonkurrensen i Norden.”
Under 2003 började bolaget utveckla sina egna varor (EMV) och varumärkena Coop och X-tra lanserades. X-tra lanserades i samarbete med den finska konsumentorganisationen S-gruppen.
Satsningen på EMV fortsatte och 2004 tog Coop Norden fram över 800 nya produkter. Dessutom lanserades ytterligare två varumärken; Ideas Daily och Kellen, och i Sverige lanserade man de båda butikskoncepten Coop Extra och Coop Nära.
År 2005 sålde KF stora delar av sitt fastighetsbestånd för att kunna frigöra kapital till fler butiker. Sammanlagt såldes fastigheter för över 4,2 miljarder. Man lanserade även cykelmärket Cycletrack och klädmärkena NowOn, Friends och Units.
År 2006 etablerades butikskedjan Coop Bygg, som tidigare varit en del av Coop Forum, i Sverige. Det svenska ekologiska varumärket Änglamark lanserades också i de övriga nordiska länderna och blev en försäljningsframgång framförallt i Danmark. 2007/2008 lanserade Coop varumärkena Coop Better for you och Coop Glass.

## Organisation
Coop Norden bildades i syfte att stärka den konsumentkooperativa detaljhandeln i Norden. Till Coop Nordens bolagsstämmor sände svenska KF, danska FDB, och norska Coop NKL vardera högst 60 representanter. På bolagsstämman röstade förbunden enligt svensk lag i förhållande till sina ägarandelar. På detta sätt ansåg man att medlemsinflytandet bevarades. Tillsammans hade de tre konsumentföreningarna 5,7 miljoner medlemmar.

## Marknadsandel
Coop Nordens marknadsandelar skiljde sig något mellan länderna. I Sverige och Norge låg andelarna på en liknande nivå, 24,1 procent i Norge respektive 21,6 procent i Sverige. I Danmark hade man en betydligt större marknandsandel, 36,5 procent. Om man ska jämföra med de andra matkoncernerna i Sverige hade samma år Ica en andel på 49,8 procent och Axfood 16,5 procent.

## Butikskedjor
Coop Norden drev tio butikskedjor, varav flera med de namn som de svenska kedjorna hette förut, som Obs! och Prix.

### Sverige

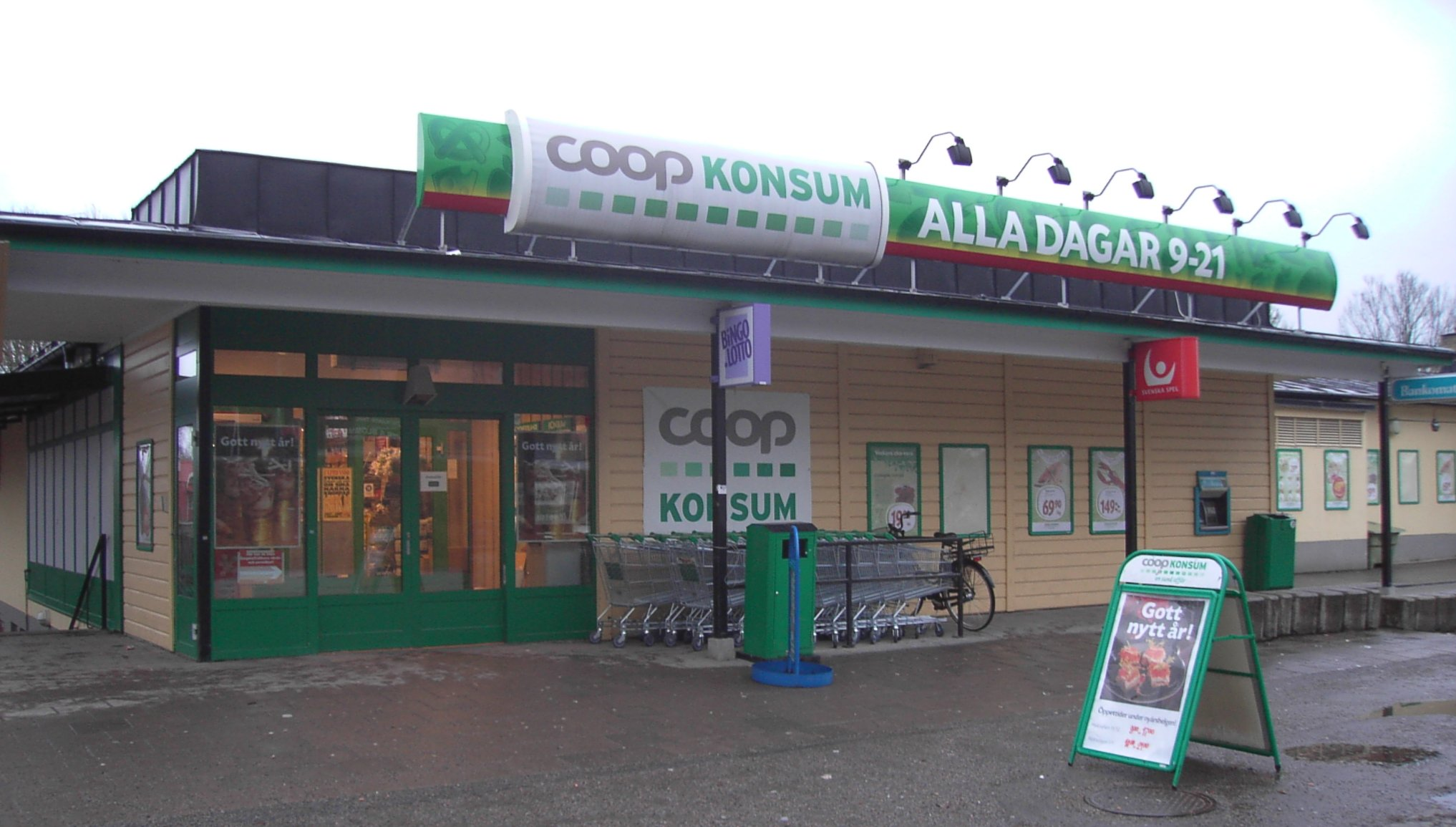
Konsum i Krokek.

Under Coop Dagligvaruhandels flagga fanns det fem olika kedjor: Coop Nära, Coop Konsum, Coop Extra, Coop Forum och Coop Bygg.

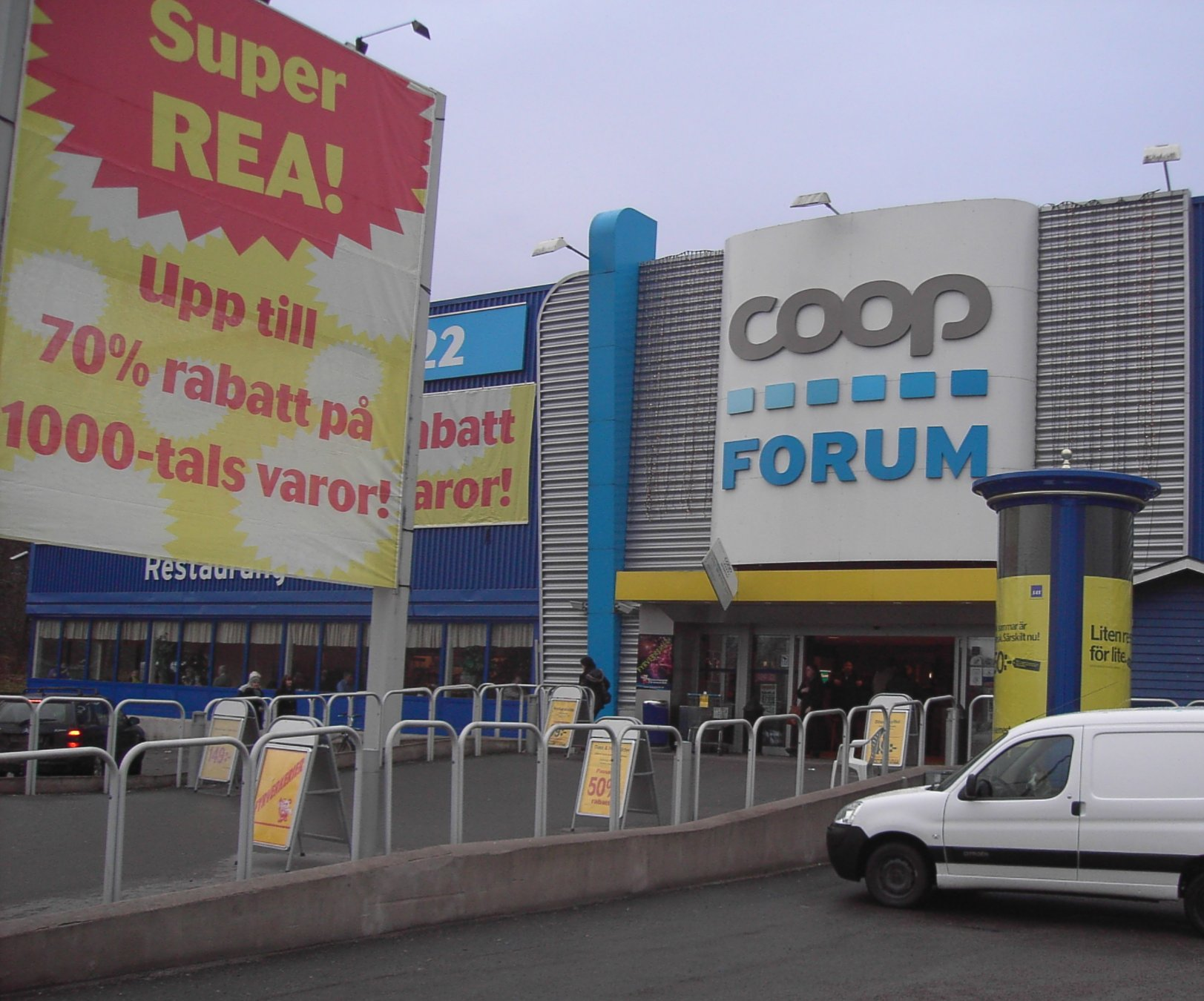
Coop Forum i Norrköping.

### Danmark
Coop Danmark drev sex kedjor:
SuperBrugsen var Danmarks största supermarknadskedja som vid starten 1991 hade 270 butiker, men hade successivt reducerats till 125 butiker. Liknande butiker var Dagli’Brugsen och LokalBrugsen. Dagli’Brugsen var aningen mindre än SuperBrugsen och hade cirka 300 butiker över hela Danmark. LokalBrugsen var den minsta av dessa butiker, både till yta och antal varor.
Irma grundades i Köpenhamn 1870, och var därmed den näst äldsta dagligvarukedjan i världen efter brittiska Sainsbury’s. Kedjan bestod av cirka 70 butiker i och omkring Köpenhamn, de större av dem kallades Irma City. 2006 omsatte man över två miljarder danska kronor. Coop Danmark köpte kedjan 1982.
Kvickly hade 54 butiker och hette från början OBS, men efter att ha gått i konkurs 2002 blev butikerna uppköpta och omdöpta. De stora butikerna kallades Kvickly Extra.
Fakta var en lågpriskedja med cirka 400 butiker och som grundades 1981 under namnet Dansk Discount A/S. Namnet ändrades sedan till Fakta 1982. 1987 köpte Coop Danmark upp butikskedjan. De mindre butikerna kallades Fakta Quick. Det finns även tre butiker i Tyskland, nära gränsen till Danmark, sedan 2013. Det har tidigare även funnits Fakta-butiker i Sverige mellan åren 1990 och 1997.

### Norge

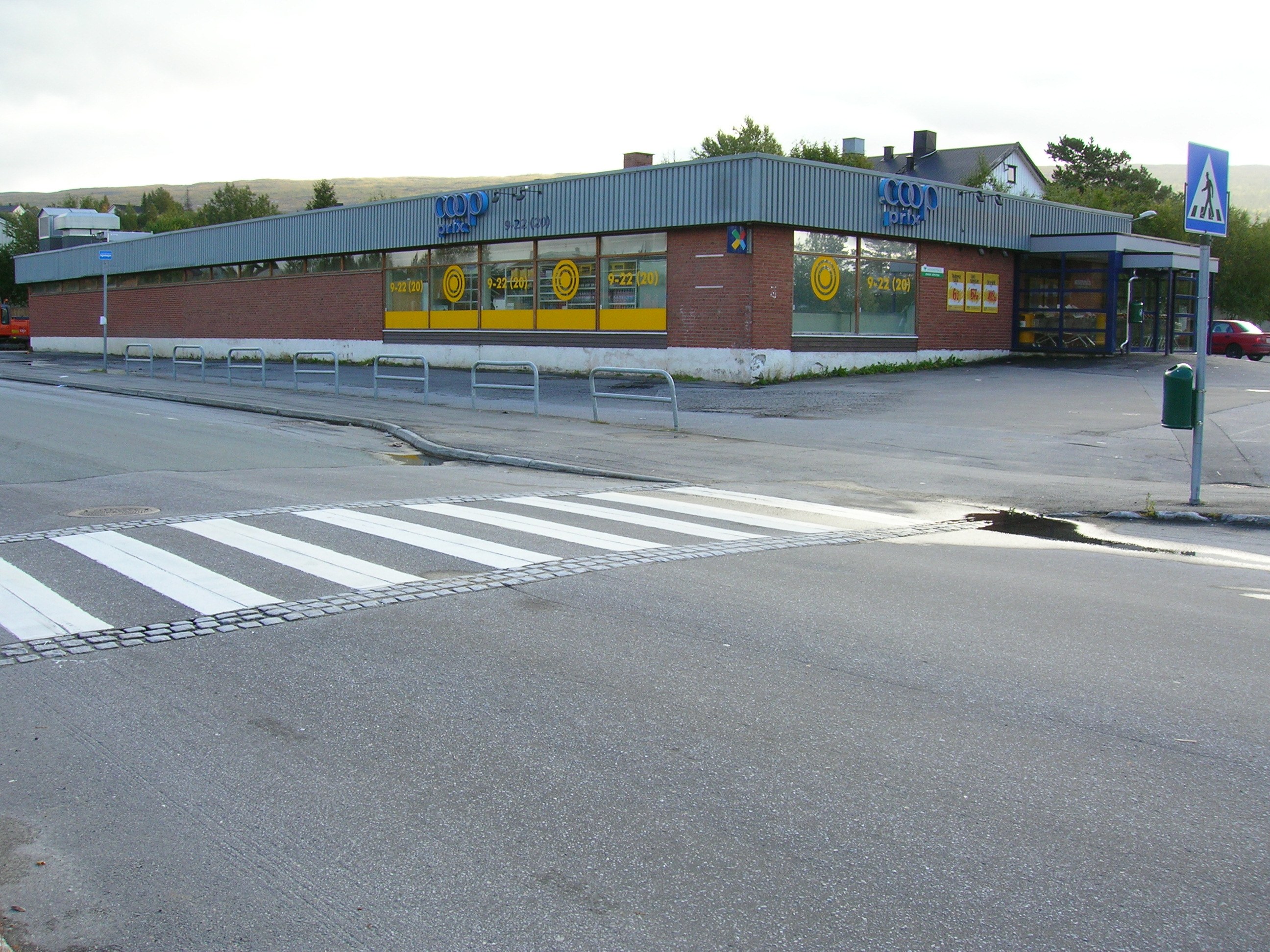
Coop Prix i Gruben.

Coop Marked var Norges största närbutikskedja med 381 butiker i hela Norge. Av alla de norska kedjorna var denna den minsta och landsortsbaserad.
Coop Mega var en av de större butikerna och finns i de flesta större städer. Det var Norges största supermarknadskedja med 154 butiker.
Coop Prix var en lågpriskedja med begränsat urval. Med sina 312 butiker fanns de i de flesta större städer.
Den största av butikerna var Norges enda landsomfattande stormarknadskedja: med 24 stormarknader fanns Coop Obs! i de större städerna.
Ett annat koncept, liknande Coop Bygg, var Coop Obs! Bygg som var Norges första aktör på gör-det-själv-marknaden med stora rationella butiker. Det hade 18 butiker.
Coop Extra startade i Norge 2006. Andra kedjor var Coop Byggmix, Coop Elektro, Coop Kjøkken og hjem och Coop Sport.